# Luciano Marchetti
Luciano Marchetti (Cesenatico, 10 dicembre 1927) è un ex calciatore italiano, di ruolo centrocampista.

## Carriera
Ha disputato 82 partite in Serie A con la maglia del Palermo ed 81 in Serie B con Reggiana, Palermo e Sambenedettese.